# Aníbal Fernández
Aníbal Domingo Fernández (Quilmes, 9 de enero de 1957) es un contador público, abogado y político argentino que ocupó varios cargos importantes en gobiernos peronistas. Fue ministro de Producción durante la presidencia de Eduardo Duhalde, ministro del Interior durante la presidencia de Néstor Kirchner, ministro de Justicia y jefe de Gabinete de Ministros durante la presidencia de Cristina Fernández de Kirchner y ministro de Seguridad de Alberto Fernández. Además fue secretario general de la Presidencia, senador nacional por la provincia de Buenos Aires y candidato a gobernador en la misma en las elecciones de 2015. Desde enero de 2020 hasta septiembre del 2021 fue interventor de Yacimientos Carbonífero Río Turbio (YCRT). Actualmente es presidente de la Confederación Argentina de Hockey.
El 6 de noviembre de 2011 se convirtió en la persona que más tiempo permaneció en cargos públicos de alto rango en la historia argentina.

## Biografía

### Comienzos
Aníbal Fernández proviene de una familia peronista. Se inició en la militancia política a los 14 años. Estudió en la Universidad Nacional de Lomas de Zamora, donde se recibió de contador público el 6 de marzo de 1982. Su inicio formal en la política argentina fue en 1983, con la vuelta de la democracia.
El 19 de diciembre de 2001 se recibió de abogado al dar su último examen en la Universidad de Lomas de Zamora.
A partir del regreso de la democracia, en 1983, y con el título de contador recién obtenido, hizo su ingreso a la política en la Legislatura bonaerense. Allí, fue asesor de la Comisión de Presupuesto de la Cámara de Senadores de la provincia, su primer cargo político, en 1983. Fue ascendido a secretario administrativo del bloque peronista y después pasó a la Secretaría Administrativa.
Fue asesor del Concejo Deliberante de Quilmes entre 1983 y 1989 y del Concejo Deliberante de Florencio Varela entre 1983 y 1988. Luego fue secretario administrativo del Bloque Justicialista entre 1985 y 1987 y secretario administrativo del bloque del Movimiento Peronista en la Cámara de Senadores. En 1994 fue Presidente de la Comisión de Régimen Electoral de Convención Constituyente de la provincia de Buenos Aires.

### Intendente de Quilmes (1991-1995)
Fue elegido en 1991 como intendente de Quilmes, cargo que ejerció hasta 1995. En 1995 fue electo Senador Provincial hasta 1997 cuando es designado Secretario de Gobierno, durante la gobernación del  Eduardo Duhalde.
Fue Ministro de Trabajo en tiempos de la gobernación de Ruckauf. Secretario General de la Presidencia cuando Eduardo Duhalde era Presidente, en el 2002.
Según un editorial sin firma en el diario La Nación, Aníbal Fernández «estuvo prófugo durante 48 horas, del 26 al 28 de octubre de 1994».

Yo no estuve prófugo nunca. Es más, tengo un certificado que me dio la Justicia de que nunca estuve prófugo. Porque cuando el juez mandó a detenerme, un martes a la tarde, yo estaba en una escuela dando una charla y me fui a mi casa, manejando. Pero cuando llegué [y vi la citación], me dije: «Yo no voy a someter a mi familia a ver esto». Entonces me fui a la quinta que tenía en Florencio Varela, que era pública y conocida, y me quedé en ese lugar. Y los policías nunca llegaron. A la mañana siguiente, mi abogado presentó un hábeas corpus en los Tribunales y la orden de captura fue revocada. [...] Y también inventaron esa pelotudez de que yo salí [escondido] en el baúl de un coche. Pero ¿quién se creen que soy yo? ¿Sabés cuánto era el dinero que se discutía? ¡15 000 dólares! ¡Esconderme en un baúl por 15 000 dólares! Son todos tarados estos tipos.
Aníbal Fernández

Un año después (en 1995), Fernández fue sobreseído de estas acusaciones por falta de mérito.
Fue convencional constituyente de la provincia de Buenos Aires, y en 1994 fue presidente de la Comisión de Régimen Electoral de la Convención Constituyente ―autora de la Sección Octava de la Constitución reformada de la provincia de Buenos Aires, Cultura y Educación― y miembro informante en Cultura y Educación por el Partido Justicialista y senador electo por la provincia de Buenos Aires en 1995.

### Funcionario provincial (1997-2001)
En 1997 fue designado secretario de Gobierno durante la gobernación de Eduardo Duhalde, siendo dos años después electo presidente del Partido Justicialista de Quilmes y sucedido al frente del partido por Sergio Villordo.
Durante la gobernación de Carlos Ruckauf en la provincia de Buenos Aires, Aníbal Fernández se desempeñó primero como secretario y luego como ministro de Trabajo.

### Ministro nacional (2002-2011)
Durante la presidencia de Eduardo Duhalde, en 2002, ocupó el cargo de secretario general de la Presidencia y luego el de ministro de la Producción.

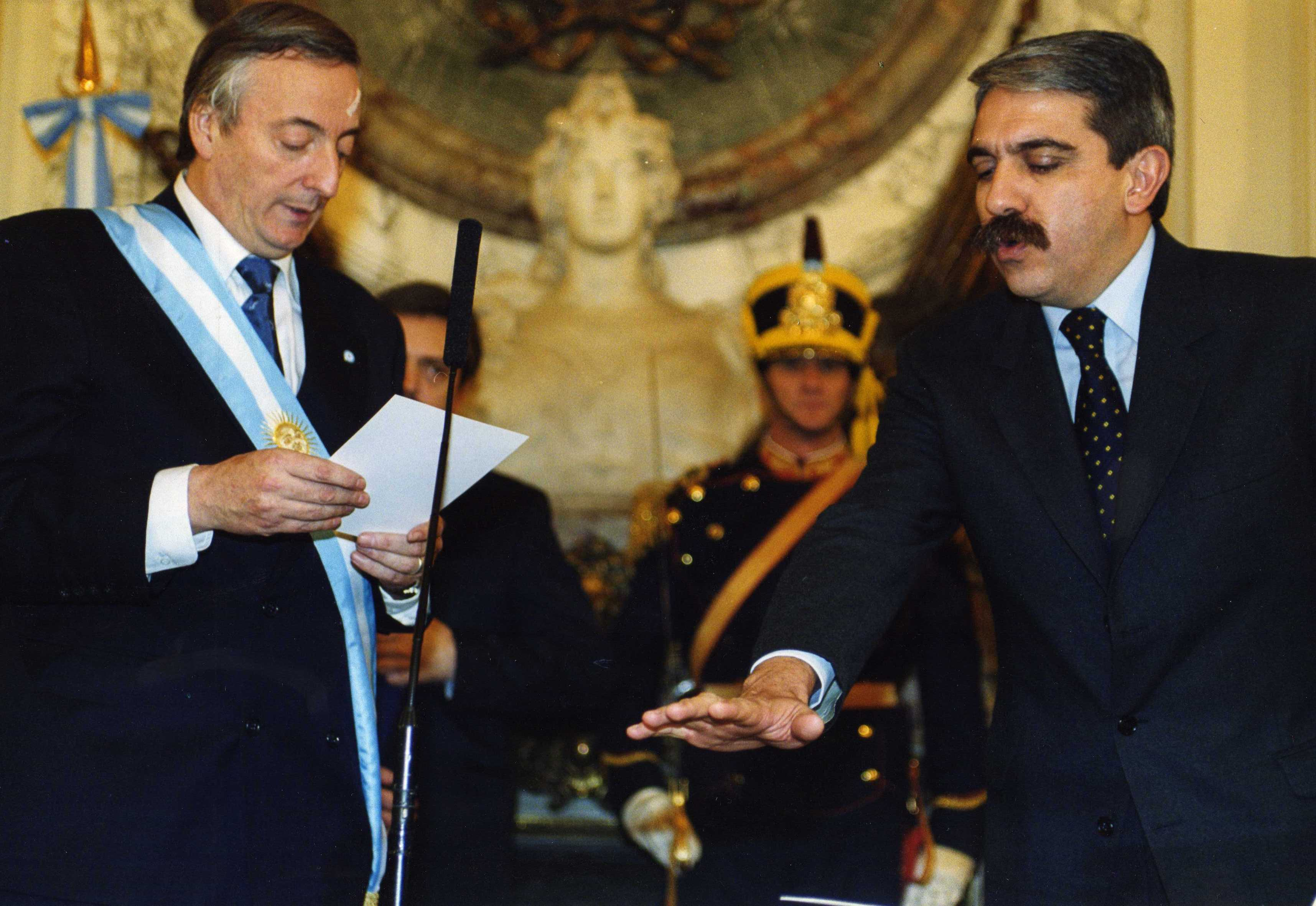
Aníbal Fernández jura como ministro del Interior de Néstor Kirchner el 25 de mayo de 2003.

En 2003 fue elegido diputado nacional, banca a la que renunció al ser convocado para el puesto de ministro del Interior del gobierno del presidente Néstor Kirchner.
A partir del recambio presidencial el 10 de diciembre de 2007, fue designado por la presidenta Cristina Fernández de Kirchner como ministro de Justicia, Seguridad y Derechos Humanos. Como consecuencia de las elecciones del 28 de junio de 2009, se sucedieron cambios en el gabinete de la presidenta Cristina Fernández de Kirchner, quedando Aníbal Fernández al frente de la Jefatura de Gabinete de Ministros. Fue nombrado el 8 de julio de 2009 tras la renuncia de Sergio Massa.
Durante su gestión como ministro de Justicia y Derechos Humanos se impulsó el enjuiciamiento a los responsables por crímenes de lesa humanidad llevados adelante durante el autodenominado Proceso de Reorganización Nacional. Para conseguirlo, previamente el Congreso Nacional dictó las anulaciones de las leyes de Obediencia Debida y Punto Final. En 2008, a través del ministerio, presentó un recurso extraordinario ante la Corte Suprema, suspendiendo así la liberación de los represores y solicitó en el Consejo de la Magistratura el juicio político contra los dos jueces (Yacobucci y García) que votaron a favor en la decisión.
En las elecciones nacionales del 23 de octubre de 2011, fue elegido senador nacional por la provincia de Buenos Aires por 4,6 millones de votos. Al momento de dejar la Jefatura de Gabinete de Ministros el 10 de diciembre de 2011 para ejercer su cargo de senador nacional, Aníbal Fernández se convirtió en el ministro que más tiempo permaneció en cargos de ese rango en la historia contemporánea de la Argentina.
Como Senador, en junio de 2012 presentó junto a Elena Corregido un proyecto para permitir el derecho a voto opcional para los jóvenes de 16 a 18 años, que buscaba igualar los derechos civiles de la porción más joven de la población con la más adulta. De este modo, los jóvenes de entre 16 y 18 años cuentan con el mismo beneficio que los mayores de 70.

#### Lucha contra la violencia de género
El programa «Las Víctimas contra las Violencias» se implementa durante su paso por el Ministerio del Interior. El objetivo principal del Programa es la atención, acompañamiento y asistencia a las víctimas de violencia familiar y sexual. Posicionamiento de las mismas en un lugar activo que implique su decisión de colaborar en tanto responsabilidad ciudadana.
Luego de la designación de Aníbal Fernández como ministro de Justicia, Seguridad y Derechos Humanos, el Programa se trasladó a la órbita de dicho Ministerio en 2007.
Colaboró en la Ley de Protección Integral a las Mujeres que finalmente se convirtió en la ley 26.485, y que refiere a la protección integral para prevenir, sancionar y erradicar la violencia contra las mujeres en los ámbitos en que desarrollen sus relaciones interpersonales. La ley protege a las mujeres de la violencia física, pero también de la psicológica, sexual, reproductiva, obstétrica, económica y simbólica sufridas tanto en el ámbito familiar, como en el institucional, laboral o mediático.
En junio de 2012 presentó un proyecto para permitir el derecho a voto opcional para los jóvenes de 16 a 18 años, que buscaba igualar los derechos civiles de la porción más joven de la población con la más adulta. De este modo, los jóvenes de entre 16 y 18 años cuentan con el mismo beneficio que los mayores de 70: optar por ir a votar a las primarias o las generales sin que sea una obligación. El proyecto constaba de cinco artículos que modificaban dos artículos de la ley 346 de Ciudadanía y Naturalización y dos del Código Electoral Nacional, establecido en la ley 19.945. Dicha ley permitió ampliar el derecho a voto para 500.000 jóvenes que fueron habilitados a ejercer su voto, representando alrededor del 3 por ciento del padrón electoral. La aprobación de la ley 26.774 puso a Argentina en el grupo de países y regiones que permiten votar a los ciudadanos de 16 y 17 años. Brasil (desde 1988), Ecuador (desde 2007),
Austria, Bolivia, y Chile.

#### Lucha contra la trata de personas

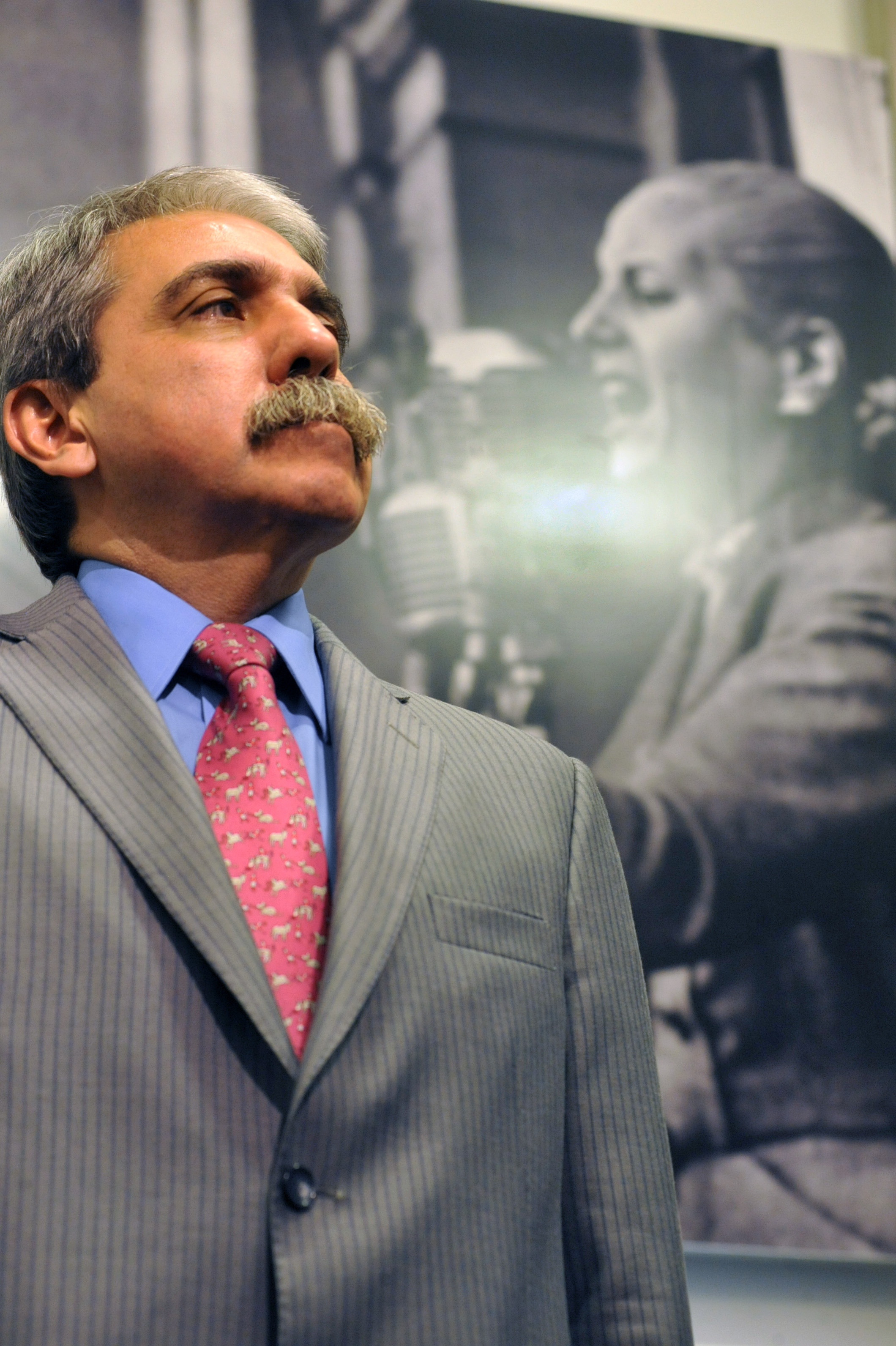
Aníbal Fernández en 2011.

En febrero de 2006, siendo ministro del Interior, Aníbal Fernández fue instruido por el presidente Néstor Kirchner para evaluar el tema de la trata de personas en Argentina y para preparar un protocolo de atención de mujeres víctimas de violación.
En ese mismo marco, Fernández preparó una tarea que incluyera brigadas especializadas en atacar la prostitución infantil. Convocó a la Dra. Eva Giberti para trabajar en la redacción de la Ley contra la Trata de Personas, que busca conseguir que las víctimas sean activas y exijan al Estado la detención del violador.
En marzo de 2006, Aníbal Fernández creó el programa «Las Víctimas contra Las Violencias», cuyo objetivo primario fue la atención de abusos o maltratos causados por el ejercicio de violencia cualquiera fuere su naturaleza, en un ámbito de contención, seguridad y garantía de sus derechos.
El 9 de abril de 2008 el Congreso sancionó la Ley 26.364 de Prevención y Sanción de la Trata de Personas y Asistencia a sus Víctimas.
En junio de 2008 ―siendo ministro de Justicia, Seguridad y Derechos Humanos de la presidenta Cristina Fernández de Kirchner― Aníbal Fernández creó las unidades específicas en las Fuerzas de Seguridad Nacionales, a los fines de ejercer las acciones tendientes a la prevención e investigación del delito de trata de personas.
Creó asimismo un equipo interdisciplinario integrado por psicólogos, abogados y asistentes sociales, que desde un principio fue coordinado por la licenciada Zaida Gatti, y que actuaría en conjunto con las Fuerzas de Seguridad.
En agosto de 2008 creó la Oficina de Rescate y Acompañamiento a las personas damnificadas por el Delito de Trata.

### Senador nacional (2011-2014)
En junio de 2011 Fernández fue elegido para encabezar la lista de senadores por la provincia de Buenos Aires del Frente para la Victoria. Tras asumir en diciembre e ese año fue elegido por sus pares para presidir la comisión de Presupuesto. Durante su mandato presentó un proyecto de ley para despenalizar la tenencia de estupefacientes para uso personal.
En diciembre de 2014 renuncia a su banca cuando es convocado por la presidenta Cristina Fernández de Kirchner para ocupar el cargo de Secretario General.
Durante su mandato legislativo apoyó iniciativas como el pago de la deuda al FMI, la ley de hidrocarburos, la reducción del IVA a fertilizantes y la exención para espectáculos musicales.

### Jefe de Gabinete y candidato de gobernador de la provincia de Buenos Aires (2015)
El 26 de febrero de 2015, Aníbal Fernández asumió la Jefatura de Gabinete en reemplazo de Jorge Capitanich.
En las elecciones presidenciales de octubre de 2015, Fernández se presentó como candidato a la gobernación de la provincia de Buenos Aires por el Frente para la Victoria. En dicha elección perdió frente a la candidata opositora, María Eugenia Vidal por cinco puntos. Obtuvo el 35% de los votos contra el 40% de su competidora.

### Actividad posterior
Luego de dejar la función pública, se alejó también de la política partidaria y montó un estudio de abogados en la zona de Tribunales, en Buenos Aires.
Hasta 2019 se desempeñó como director de la radio AM 530 Somos Radio y conductor del programa "Yo Caníbal".
El 29 de enero de 2020 fue nombrado por el presidente  Alberto Fernández como Interventor de Yacimiento Carbonífero Río Turbio (YCRT) por medio del decreto 119/2020. En agosto de ese año anunció la licitación de la usina térmica ubicada junto a la mina de Río Turbio, una obra que había sido licitada por primera vez en 2007 pero no había sido terminada. En noviembre presentó una denuncia a Omar Faruk Zeidán, interventor durante el período anterior, por malversación de fondos y defraudación.

## Otras actividades
- Presidente de la Confederación Argentina de Hockey Sobre Césped y Pista (2013-2016)-  (2021-Actual ).[49]
- Presidente del Instituto de Estrategia y Desarrollo «Arturo Jauretche»[50]
- Presidente del Quilmes Atlético Club (2011-2016).[51]
- Presidente del GAFI SUD. Grupo de Acción Financiera Internacional, organismo internacional.[52]
- Presidente del Consejo Directivo del CLAD, Centro latinoamericano de Administración para el Desarrollo.[53]
- Profesor Honorario de la Facultad de Ciencias Sociales de la Universidad Nacional de Lomas de Zamora.[54]

En el año 2010 hizo una pequeña actuación al inicio del videoclip de la canción Tres Marías de Andrés Calamaro, en el que también participaron artistas argentinos como Pablo Lescano, Dante Spinetta, Emmanuel Horvilleur, Miranda!, entre otros.

## Obras
Aníbal Fernández ha coescrito y publicado cuatro libros
- Zonceras argentinas y otras yerbas, editorial Planeta, 2011.[56][57]

En 2012, en su página web, explicó cómo fue pensado el libro:

El año pasado, en la Feria del Libro presentamos Zonceras argentinas y otras yerbas. No era otra cosa que tratar de emular lo que hizo el 20 de noviembre de 1968 a través de la editorial de don Arturo Peña Lillo, don Arturo Jauretche, es decir, sacar ese manual de zonceras argentinas refutando las barbaridades argumentales que se hacían contra el Gobierno de Juan Perón.

Copiamos el formato con el permiso del caso y la sinverguenzada nuestra del caso, para contarle a la sociedad argentina los disparates argumentales que se decían contra el Gobierno de Néstor y Cristina.

- Zonceras argentinas al sol, 2012,[59]
- Discursos de Eva Perón,
- Conducción política: así hablaba Juan Perón.

También se han publicado sus columnas de opinión en medios argentinos y en la revista Capacitación Política ―publicación del INCaP (Instituto Nacional de Capacitación Política)―.[cita requerida]

## Yacimiento Río Turbio
Tras asumir la gestión en Yacimientos Río Turbio toma conocimiento de la auditoria del estado de la empresa, revelando millonarios gastos de publicidad de la empresa. El informe de la auditoria reveló que el macrismo consideró que Yacimientos Carboníferos de Río Turbio (YCRT) era inviable; frenó la construcción de la usina y mandó mil telegramas de despido. Sin embargo, las autoridades de YCRT puestas por el macrismo gastaron -a precios de 2021 92 millones de pesos en publicidad, tras lo cual Fernández realizó una denuncia penal contra Omar Faruk Zeidán concejal del macrismo que ocupaba el cargo de interventor de YCRT y contra Sergio Lumachi, ex coordinador de la empresa estatal, ambos designados por Mauricio Macri por malversación de fondos públicos ya que en YCRT no constan los certificados de servicios, ni comprobantes de por la publicidad y la comunicación.
A través de la Federación de Voleibol Argentina (FeVA) logró la incorporación de la Villa Deportiva Chapadmalal, la «Casa del Vóley», luego del convenio de concesión de esa unidad que la FeVA logró en 2015 junto al Ministerio de Turismo de la Nación.

## Polémicas
En 2006, cuando era ministro del Interior, calificó de "sensación" el aumento de la inseguridad. y afirmó que la Argentina tenía menos pobres que Alemania. Esto generó controversia y burlas.
En diciembre de 2008, Aníbal Fernández (junto con el periodista Eduardo Feinmann, el canal C5N y el Estado nacional) fue demandado ante la justicia por el Partido Obrero por «calumnias, injurias, daño moral y afectación de la imagen del partido», a partir de sus declaraciones públicas respecto a que el PO habría estado involucrado en el incendio de trenes ocurrido en la Línea Sarmiento,
En aquella oportunidad, Aníbal Fernández había dicho:

En este caso particular, ese tren que se prende fuego es el último, el nuevo que se trajo, cuesta cada uno de los siete vagones que se prendieron fuego 1 millón de dólares, todos tienen aire acondicionado. Con lo cual, lo primero que empezamos a apreciar porque ya empieza a trabajar, tanto la Policía de la Provincia de Buenos Aires como nuestras propias fuerzas, es que hay una cantidad importante de militantes del Partido Obrero. El que dirigió toda la operación, en este caso, es un militante del Partido Obrero que se llama José María Escobar, que es preceptor de una escuela, debería haber estado trabajando en ese momento, su expresión, la papelería que traían a tal efecto y lo que manifestaron desde el primer hasta el último momento, con los trenes prendidos fuego era: «Fuera TBA, restatización de los ferrocarriles».

Según denuncia el propio demandante todas las cédulas de notificación enviadas por la justicia a domilicios de Aníbal Fernández fueron rebotadas y devueltas al juzgado. En 2019, 10 años después de presentada la demanda judicial Fernández fue condenado.
En diciembre de 2009, Aníbal Fernández dirigió cuestionamientos al entonces designado ministro de Educación de la ciudad de Buenos Aires por el Gobierno de Mauricio Macri Abel Posse. Fernández acusó a Posse de ser «un faccioso, un misógino y un enorme burro con una dudosa formación democrática». Las declaración de dio a raíz del caso espionaje porteño, la designación de Abel Posse como ministro de Educación derivó en una posición unificada de los opositores porteños. La totalidad de los bloques de la Legislatura rechazaron el nombramiento en una conferencia de prensa y acordaron una iniciativa de rechazo conjunta en la Legislatura.
A raíz de la polémica con [Martín Redrado]], por su negativa de liberar reservas para la constitución del Fondo del Bicentenario, y ante la solicitud de este último para que se derogara el decreto que lo destituía de su cargo, Aníbal Fernández afirmó del economista en declaraciones periodísticas:

Estamos en presencia de un capricho de un señor que cree que es el ombligo del mundo y es una falta de respeto a los argentinos [...] Todo esto lo muestra como un estúpido [...] Es otro de los tantos mamarrachos a los que este señor ha sometido a los argentinos y al Gobierno nacional.
Aníbal Fernández

En febrero de 2012 Horacio Verbitsky afirmó que Gendarmería tenía un banco de datos sobre militantes sociales y políticos llamado Proyecto X. Por su parte, el exministro Aníbal Fernández negó la existencia del Proyecto X (que se puso en funcionamiento durante su gestión, en 2005). No obstante, Verbitsky escribió que Fernández no solo conocía su existencia, sino que además lo impulsó.
El 11 de octubre de 2021, el ministro de Seguridad de la Nación Aníbal Fernández publicó en Twitter un mensaje en respuesta a las críticas de Nik al programa gubernamental de financiación de viajes de egresados durante ese año. Fernández defendió la propuesta e hizo alusión a los subsidios que el gobierno porteño otorgó a diferentes escuelas privadas de elite entre ellas a la Escuela ORT. El historietista publicó que iría a la justicia ya que interpretó las palabras del ministro como una amenaza, al tratarse de la institución educativa a la que asistieron sus hijas años antes. Tras ello, Fernández pidió disculpas y aclaró que desconocía este dato.

## Acusación
Una semana antes de las elecciones de 2015 en el programa de televisión Periodismo para todos, Martín Lanatta, uno de los tres condenados por el triple crimen de General Rodríguez, lo acusó de ser el autor intelectual de los homicidios y afirmó que Fernández estaría implicado en la causa con el seudónimo de La Morsa. Ya ante la justicia, Salerno, socio de Lanatta, dijo no tener datos sobre ello. Más tarde el propio Martín Lanatta negó conocer a Fernández y apuntó directamente contra Elisa Carrió señalándola como parte de una campaña para ensuciar a Aníbal Fernández, por entonces su rival político. Mariela Juncal, esposa de Martín Lanatta, aseguró que su marido "jamás" nombró a Aníbal Fernández durante los quince años de matrimonio, y que no existía nadie apodado La Morsa.
Finalmente, tras conocerse los resultados sobre la victoria de María Eugenia Vidal para la gobernación de Buenos Aires, los guardiacárceles abrieron la celda de Martín Lanatta para celebrar el triunfo de Vidal, llegando incluso a abrazarse con los detenidos. La esposa de uno de los condenados afirmó no saber por qué habrían mentido acerca de la causa del triple crimen y la supuesta implicación de Aníbal Fernández. Pocos días después de asumir María Eugenia Vidal como gobernadora, la custodia de los Lanatta fue levantada y los condenados trasladados al área de Sanidad del penal. Fernández señaló que el escape de los acusados por el triple crimen era un "cobro" recibido por intentar involucrarlo en la causa. "Un asesino mató a tres pibes y está prófugo porque cobró un favor", declaró. "Me enlodaron de la mejor manera que pudieron para intentar sacar una ventaja electoral. Todos sabíamos que para hacer semejante cosa algo iba a cobrar. Todos suponíamos que era guita. No era guita y es esto que pasó ahora", apuntó Fernández. Fernández acusó a Vidal de liberar a los asesinos: "Liberó a tres homicidas narcos que le dieron una mano para ganarme". La diputada de Proyecto Sur Victoria Donda también señaló
como responsable de la fuga a María Eugenia Vidal. Además fueron señalados los vínculos del entonces esposo de Vidal, Ramiro Tagliaferro, con personajes vinculados al narcotráfico a los que sumó a su gobierno.

## Reconocimientos
El 28 de noviembre de 2013 la Asociación Madres de Plaza de Mayo, presidida por Hebe de Bonafini, distinguió al senador nacional Aníbal Fernández con el emblemático pañuelo blanco en representación de la organización. Al respecto, Bonafini indicó que «entregará el Pañuelo de las Madres al senador nacional Aníbal Fernández por su honestidad, trayectoria intachable y su amor al pueblo», y añadió que el acto implica «el abrazo de nuestros hijos a quien los representa muy bien» y la «reafirmación de que lo queremos». Y agregó que «es como darle un pedacito de nuestros hijos». Este hecho generó controversias entre activistas y organizaciones políticas y de derechos humanos. Elia Espen, integrante de Madres de Plaza de Mayo Línea Fundadora, señaló que: «Jamás le daría su pañuelo a Aníbal Fernández».